# Episodi di Scrubs - Medici ai primi ferri (prima stagione)
La prima stagione della serie televisiva Scrubs - Medici ai primi ferri, composta da ventiquattro episodi, andò in onda negli Stati Uniti d'America sulla NBC tra il 2 ottobre 2001 e il 21 maggio 2002, mentre in Italia andò in onda su MTV nel 2003.
| nº | Titolo originale         | Titolo italiano                 | Prima TV USA     | Prima TV Italia |
| -- | ------------------------ | ------------------------------- | ---------------- | --------------- |
| 1  | My First Day             | Il mio primo giorno             | 2 ottobre 2001   | 19 marzo 2003   |
| 2  | My Mentor                | Il mio mentore                  | 4 ottobre 2001   | 19 marzo 2003   |
| 3  | My Best Friend's Mistake | L'errore del mio migliore amico | 9 ottobre 2001   | 26 marzo 2003   |
| 4  | My Old Lady              | La mia vecchia signora          | 16 ottobre 2001  | 26 marzo 2003   |
| 5  | My Two Dads              | I miei due padri                | 23 ottobre 2001  | 2 aprile 2003   |
| 6  | My Bad                   | Il mio sbaglio                  | 30 ottobre 2001  | 2 aprile 2003   |
| 7  | My Super Ego             | Il mio super ego                | 6 novembre 2001  | 9 aprile 2003   |
| 8  | My Fifteen Minutes       | I miei quindici minuti          | 15 novembre 2001 | 16 aprile 2003  |
| 9  | My Day Off               | Il mio giorno libero            | 20 novembre 2001 | 9 aprile 2003   |
| 10 | My Nickname              | Il mio soprannome               | 27 novembre 2001 | 23 aprile 2003  |
| 11 | My Own Personal Jesus    | Il mio Gesù personale           | 11 dicembre 2001 | 16 aprile 2003  |
| 12 | My Blind Date            | Il mio appuntamento al buio     | 8 gennaio 2002   | 30 aprile 2003  |
| 13 | My Balancing Act         | Il mio stare in equilibrio      | 15 gennaio 2002  | 30 aprile 2003  |
| 14 | My Drug Buddy            | La mia "storia" di droga        | 22 gennaio 2002  | 23 aprile 2003  |
| 15 | My Bed Banter & Beyond   | Le mie vanterie a letto e oltre | 5 febbraio 2002  | 7 maggio 2003   |
| 16 | My Heavy Meddle          | La mia pesante interferenza     | 26 febbraio 2002 | 14 maggio 2003  |
| 17 | My Student               | Il mio studente                 | 5 marzo 2002     | 14 maggio 2003  |
| 18 | My Tuscaloosa Heart      | Il mio cuor di Tuscaloosa       | 12 marzo 2002    | 21 maggio 2003  |
| 19 | My Old Man               | Il mio vecchio                  | 9 aprile 2002    | 21 maggio 2003  |
| 20 | My Way or the Highway    | La mia strada o superstrada     | 16 aprile 2002   | 28 maggio 2003  |
| 21 | My Sacrificial Clam      | La mia morsa sacrificale        | 30 aprile 2002   | 28 maggio 2003  |
| 22 | My Occurence (part 1)    | Il mio avvenimento              | 7 maggio 2002    | 4 giugno 2003   |
| 23 | My Hero (part 2)         | Il mio eroe                     | 14 maggio 2002   | 4 giugno 2003   |
| 24 | My Last Day              | Il mio ultimo giorno            | 21 maggio 2002   | 4 giugno 2003   |

## Il mio primo giorno

Il dottor Cox e J.D. durante il primo giorno di J.D. all'ospedale

- Titolo originale: My First Day
- Diretto da: Adam Bernstein
- Scritto da: Bill Lawrence

### Trama
Jonathan Michael "J.D." Dorian e Chris Turk iniziano il loro primo giorno da specializzandi all'ospedale Sacro Cuore. Il primo è un medico, mentre il secondo è un chirurgo. J.D. e Turk sono migliori amici e sono stati compagni sia al college, sia al tirocino. I due incontrano la dottoressa Elliot Reid, anche lei specializzanda in medicina, l'infermiera Carla Espinosa, il sarcastico medico Percival "Perry" Cox e il primario dell'ospedale Robert "Bob" Kelso. Fin dal primo giorno, l'ospedale spaventa il giovane J.D. che si trova ad affrontare una realtà che finora aveva solo mitizzato. J.D. si mostra sempre più interessato a Elliot: durante un giro visita, la ragazza non riesce a rispondere a una domanda posta da Kelso, così J.D. ne approfitta per suggerirle la risposta: in cambio il ragazzo le chiede un invito a cena. Mentre aspetta Elliot, J.D. fa la conoscenza dell'Inserviente dell'ospedale che sta riparando una porta automatica rotta: J.D. prova a suggerirgli che la ragione possa essere una monetina incastrata e subito l'Inserviente sospetta che sia stato lui ad infilarcela. Nasce così una lunga inimicizia fra i due. Durante un altro giro visite, J.D. stesso si trova a non saper rispondere a un quesito del dottor Kelso, così si affida ad Elliot, che però nega di conoscere la risposta; subito dopo, Kelso rigira la stessa domanda a Elliot, che risponde prontamente. Ovviamente J.D. non prende molto bene questo sgarbo e annulla l'appuntamento con la bella dottoressa. A peggiorare le cose, J.D. scopre che dovrà rinunciare anche alla convivenza con l'amico Turk, che decide di andare a stare dal suo collega chirurgo Todd "Il Todd" Quinlan; inoltre è spaventato dalla prima notte di reperibilità: cerca così conforto nel dottor Cox, che però non gli nasconde la possibilità che possa uccidere accidentalmente un paziente.
Il primo paziente di J.D. è il signor Bursky, che accusa solo del meteorismo: la stessa notte il signor Bursky muore per embolia polmonare. La cosa colpisce moltissimo J.D., che vede realizzarsi l'ipotesi fatta poco prima dal dottor Cox. Poco dopo anche Turk confessa a J.D. di aver avuto paura il suo primo giorno, anche se non lo dava a vedere, e decide di tornare a vivere con l'amico, secondo il loro progetto iniziale.
Elliot intanto è sotto stress a causa del lavoro e in un momento di nervosismo ingaggia un litigio con Carla che non si fa cogliere impreparata e svilisce la dottoressa.
Durante la notte di reperibilità, J.D. chiede al dottor Kelso di inserire la signora Pratt, un'altra paziente, nella lista trapianti, ma Kelso spinge perché si continui con le procedure di dialisi, così il giovane accetta; la situazione per la donna non migliora e J.D. insiste con il primario, il quale non è intenzionato ad accettarla perché non è coperta dall'assicurazione medica. Kelso comincia così a mostrarsi per quello che è veramente, ossia interessato solo al lato economico dell'ospedale: se un paziente non è coperto dall'assicurazione va stabilizzato e mandato via. J.D. si trova quindi a scoprire che il "medico buono" non è l'affabile Kelso ma l'irascibile Cox, che è invece più interessato al bene dei pazienti e all'insegnamento agli specializzandi.
Infine J.D. riesce a fare pace anche con Elliot.
- Altri interpreti: Jake Fritz (Billy), Mary Gillis (Mrs. Pratt), Lynne Maclean (infermiera Kearney), Shannon Welles (donna anziana), Matt Winston (dottor Jeffrey Steadman).

### Curiosità
- Il mio primo giorno è l'unico episodio della serie in cui si vede Elliot con gli occhiali.
- Nella prima scena J.D., nel suo letto, indossa una maglietta del cartone animato Clone High, creato anch'esso da Bill Lawrence.
- È presente una breve scena che fa da parodia al noto telefilm Tutto in famiglia, girata sullo stesso set.
- Questo è l'unico episodio a non essere stato girato nel North Hollywood Medical Center: è stato invece girato in un ospedale Californiano.
- Il rimprovero che il dottor Kelso rivolge a J.D. nel finale della puntata, contiene una citazione dal film Codice d'onore, mantenuta anche nel doppiaggio italiano: quando alla richiesta del primario "È chiaro?" J.D. risponde "Cristallino".

### Colonna sonora
- Leroy – Away
- Cheap Trick – I Want You to Want Me
- Tricky – Over Me
- David Gray – Please Forgive Me[1]

## Il mio mentore
- Titolo originale: My Mentor
- Diretto da: Adam Bernstein
- Scritto da: Bill Lawrence

### Trama
Dopo due settimane dall'inizio del tirocinio J.D. sta cominciando a prendere il ritmo giusto sul lavoro e a fare amicizia con i suoi colleghi, arrivando perfino ad ospitare Elliot a casa sua. Turk pensa subito che l'intenzione di J.D. sia quella di provarci con la bella dottoressa, ma J.D. smentisce la cosa, anche se con un po' di incertezza.
Nel frattempo continua l'antipatia tra Elliot e l'infermiera Carla. Elliot ha infatti fatto la spia con il primario Kelso sul fatto che Carla si sia dimenticata di prendere le consegne di un paziente, attirandosi l'astio di Carla e delle altre infermiere.
J.D. prende in cura un paziente di 31 anni, Will Forte, affetto da polmonite multilobare, una situazione grave per una persona della sua età. La malattia è provocata dal vizio del fumo di Will, che in una giornata arriva a fumare due o tre pacchetti di sigarette. I medici fanno al paziente una TAC ad alta risoluzione per cercare un eventuale cancro ai polmoni.
Poco dopo Turk fa notare a Carla i suoi interessi verso di lei, anche se questi non sono corrisposti. Elliot cerca di far finta che il litigio con Carla non abbia mai avuto luogo, ma le infermiere la trattano male e la dottoressa prova a difendersi chiedendo l'aiuto del dottor Kelso. Lui non è però intenzionato a prendere le sue difese e anzi le dice che, anche se ha apprezzato il fatto che lei abbia fatto la spia, dovrà pagarne da sola le conseguenze. Tuttavia poco dopo Elliot, su consiglio di J.D., chiede scusa a Carla e le due si riappacificano.
Dopo, il dottor Kelso elogia Elliot per una diagnosi, ma lei passa il merito a Carla, dichiarandogli che è stata lei ad avere l'intuizione.
Nel frattempo la TAC di Will è risultata negativa e non vengono trovate tracce di cancro. J.D. chiede quindi consiglio al ̟dottor Cox sul da farsi: non sa se rassicurare il suo paziente oppure se rimproverarlo per indurlo a smettere di fumare. Tuttavia Cox non lo consiglia, ma gli dice solo di fare ciò che ritiene sia giusto fare. J.D. fa così un discorso a Will per convincerlo a smettere di fumare. Tuttavia dopo pochi minuti J.D. e Cox trovano Will e l'Inserviente a fumare. La cosa ferisce J.D., che cerca di parlarne con il suo mentore Cox, ma invece di conforto riceve soltanto una strigliata. Tutti nell'ospedale pensano che Cox sia un idiota, e tutti a partire da Turk si chiedono come mai J.D. ci tenga tanto alla sua stima. Carla dice a J.D. che Cox non ha mai legato con nessuno in ospedale, così lui decide di andare a casa del suo mentore per cercare di confortarlo e fargli compagnia. Tuttavia si trova soltanto la porta sbattuta in faccia e una gamba dolorante. Pochi minuti dopo Cox è costretto a ospitare J.D. in casa sua per medicare il suo ginocchio, anche se, a parole sue, la cosa non gli interessa. Confessa però a J.D. di pensare che il bisogno di compagnia sia solo un sintomo di debolezza. La visita di J.D. non gli è comunque gradita e continua a prenderlo in giro. J.D. se ne va così da casa sua con un ombrello come stampella, dopo che il dottor Cox gli rammenta che se per lui è indispensabile salvare tutti i pazienti da sé stessi allora non sarebbe riuscito a fare il medico.
Turk riesce a convincere Carla che Elliot è una brava persona e la porta a chiederle scusa e, dopo un discorso alla bella infermiera, si guadagna un appuntamento con lei. Infine J.D. dimette Will, senza insistere nel tentare di convincerlo a smettere di fumare.
- Altri interpreti: Randy Kaplan (Paziente), Jack Walsh (Paziente sconosciuto), John Ducey (Will Forte).

### Curiosità
- Will Forte, il nome del paziente di J.D., è anche il nome di un attore che aveva collaborato alla serie Clone High, anch'essa di Bill Lawrence.
- In questo episodio fanno la prima apparizione Doug Murphy e il cane impagliato di J.D. e Turk, Rowdy.
- Questo è il primo episodio a essere stato girato nel North Hollywood Medical Center.
- In questo episodio è presente il primo nome femminile di J.D. affibbiatogli dal dottor Cox: Susan.
- La colonna sonora è Good Time di Leroy.
- È l'unico episodio in cui si vede l'Inserviente fumare.

## L'errore del mio migliore amico
- Titolo originale: My Best Friend's Mistake
- Diretto da: Adam Bernstein
- Scritto da: Eric Weinberg

### Trama
J.D. crede che Turk abbia commesso un errore nell'operare un paziente che è poi passato sotto le sue cure. Dopo aver notato i continui peggioramenti del paziente, pensa subito ad una possibile infezione causata dall'intervento chirurgico effettuato dal suo amico. Intanto un tentativo di bacio con Elliot andato male lo spinge a cercare di fare tutto il possibile per non rischiare di essere relegato nella friend zone. Elliot invece ha una discussione con il dottor Kelso per via dell'appellativo che lui usa verso le giovani dottoresse e che la infastidisce. J.D., distratto da Elliot e convinto dell'errore di Turk, si renderà conto solo grazie a Carla che in realtà l'errore è stato suo e che il paziente è salvo proprio grazie all'attenzione del suo amico Turk.
- Altri interpreti: Charles Chun (dottor Wen), Max Kerstein (Mr. Bidwell), P.D. Mani (dottor Simotas), Vanessa Marshall (Becky), Robert Munns (Mr. Kavanaugh).

### Curiosità
- Questo è il primo episodio in cui veniamo a conoscenza delle capacità canore di Ted, che si scoprirà far parte di un gruppo musicale a cappella, I poveri sfigati (The Worthless Peons nella versione in lingua originale). Il gruppo esiste realmente, anche se con un nome differente: The Blanks.
- La colonna sonora è A Little Respect degli Erasure, cantata a turno durante la puntata da alcuni protagonisti in contesti differenti.

## La mia vecchia signora
- Titolo originale: My Old Lady
- Diretto da: Marc Buckland
- Scritto da: Matt Tarses

### Trama
J.D. prende in cura un'anziana donna con un'insufficienza renale, Turk segue un ragazzo che deve farsi togliere un'ernia ed Elliot ha in cura una donna affetta da lupus che è arrivata in ospedale dopo un attacco d'asma. Tutti e tre finiscono per legare con i propri pazienti. J.D., quando la donna esce dall'ospedale per andare al compleanno della nipote al parco, va a cercarla e resta con lei e con la sua famiglia per poi farla tornare in ospedale. Turk per la prima volta fa amicizia con un suo paziente, guarda insieme a lui una partita in TV e gioca con lui per i corridoi dell'ospedale. Elliot si fa aiutare da Carla a comunicare con la paziente e spiegarle come sta procedendo la sua malattia, poiché la paziente parla solo lo spagnolo.
Le condizioni di tutti e tre i pazienti però peggiorano e i medici sono costretti a dar loro brutte notizie: l'anziana signora deve iniziare la dialisi, durante l'operazione per la rimozione dell'ernia del ragazzo i chirurghi scoprono un linfoma e la paziente di Elliot peggiora.
I tre medici sono sconvolti quando i tre pazienti vengono a mancare. L'anziana signora rinuncia alla dialisi, decidendo di andarsene in maniera naturale. Gli altri due pazienti si spengono in seguito a complicazioni. Tutti e tre si sentono in colpa e pensano di aver sbagliato qualcosa, ma i loro superiori li rassicurano dicendo loro che hanno svolto correttamente tutto il loro dovere.

## I miei due padri
- Titolo originale: My Two Dads
- Diretto da: Craig Zisk
- Scritto da: Neil Goldman, Garrett Donovan

### Trama
Elliot ha in cura un ragazzino tredicenne che non è affatto entusiasta del fatto che il padre gli abbia organizzato una visita di The Rock, al contrario desidererebbe vedere i seni di una bella ragazza. J.D. si accorge che è stato prescritto un cateterismo a un paziente ormai deceduto e lo riferisce al dottor Kelso. Poco dopo scopre dal dottor Cox che in realtà quel cateterismo doveva essere eseguito ad una signora senza assicurazione sanitaria e che in questo modo le spese avrebbero potuto essere coperte. Elliot intanto esaudisce il desiderio del ragazzino, che si riprende improvvisamente e viene dimesso, e comincia così a pensare che i suoi seni abbiano un effetto curativo. Turk regala una penna a Carla presa da quella che crede essere la cassetta degli oggetti smarriti, per poi scoprire di averla presa dalla cassetta degli oggetti sfilati dal sedere dei pazienti. Il dottor Kelso invita J.D. a giocare a golf e lui accetta. Sul campo scopre che anche Cox gioca con Kelso ogni settimana, nonostante dica di odiarlo. J.D. si ritrova a dover decidere da che parte stare: da quella di Cox, aiutando i pazienti anche a rischio di andare contro il regolamento, o da quella di Kelso, che pensa solo al lato economico per portare avanti l'ospedale. Decide infine di stare con il dottor Cox, che viene tuttavia sospeso da Kelso, venuto a sapere che il cateterismo alla paziente è stato eseguito nonostante l'assenza di copertura assicurativa.

## Il mio lato cattivo
- Titolo originale: My Bad
- Diretto da: Marc Buckland
- Scritto da: Gabrielle Allan

### Trama
Kelso affida a J.D. per delle analisi una paziente, Jordan Sullivan, che è un importante membro del consiglio d'amministrazione dell'ospedale. J.D. ci finisce a letto per poi scoprire che lei è l'ex moglie del dottor Cox.
Nel frattempo Turk è alle prese con la madre di Carla, che si infuria dopo aver scoperto che lui e la figlia hanno passato la notte assieme a casa di lei, che non vuole lasciare sola la madre di salute cagionevole. Quando invece Turk e Carla dormono da lui, la madre di Carla si rompe una gamba e Carla si arrabbia con Turk ritenendolo il responsabile.
Elliot invece ha un paziente analista che non può parlare e si sfoga con lui parlandogli dei suoi problemi.
Cox si rifiuta di chiedere l'aiuto di Jordan nella riunione che deciderà della sua sospensione e così è J.D. a farlo al posto suo. Sebbene in un primo momento Jordan sembri rifiutare, alla fine decide di aiutare l'ex marito, che riesce a mantenere il posto di lavoro.

## Il mio super ego
- Titolo originale: My Super Ego
- Diretto da: Peter Lauer
- Scritto da: Mike Schwartz

### Trama
J.D. inizia a prendere confidenza con il mestiere, riesce a rispondere sempre prontamente a tutte le domande del dottor Kelso durante il giro visite e si sente il re. Un altro specializzando, Nick Murdoch, buono, gentile e molto capace, inizia tuttavia a rubargli la scena: il dottor Cox lo sceglie come suo assistente per una relazione, Elliot lo invita a uscire e il dottor Kelso ha per lui attenzioni particolari.
J.D. soffre moltissimo per la situazione, ma quando finalmente riconosce la superiorità di Nick le cose iniziano a mettersi male per quest'ultimo. Le condizioni di salute di un paziente di sette anni in cura a Nick non migliorano e, quando lui si rende conto che il bambino è destinato a morire, non riesce a sopportare il senso di oppressione e decide di lasciare l'ospedale.
Intanto Turk è soggetto ad un blocco psicologico che gli impedisce di operare i pazienti. Carla si lamenta con Cox perché il suo ragazzo non è in grado di aprirsi con lei e di parlarle dei suoi problemi. Cox convince però Carla ad aiutare il suo ragazzo e Turk risolve il suo problema grazie al suo sostegno.
- Altri interpreti: Sean Hayes (Nick Murdoch)

## I miei quindici minuti
- Titolo originale: My Fifteen Minutes
- Diretto da: Lawrence Trilling
- Scritto da: Eric Weinberg

### Trama
J.D. e Turk salvano un operatore televisivo che ha un malore improvviso di fronte alle telecamere e ottengono una notevole pubblicità. Kelso convince J.D. a dargli l'autorizzazione per usare la loro immagine per fare pubblicità all'ospedale. Sfrutta poi la situazione per promuovere l'ospedale puntando sulla solidarietà razziale. Turk tuttavia si sente offeso dalla campagna, si arrabbia con J.D. e minaccia Kelso di denunciarlo. Cox dovrebbe scrivere la valutazione del tirocinio di JD, ma dice a quest'ultimo di farsela da solo. Quando J.D. rifiuta, il dottor Cox rivela che voleva che J.D. lo facesse in modo da poter scoprire i propri difetti e giudicare se stesso.
Durante una chiacchierata tra Carla ed Elliot, J.D. suggerisce a Carla di invitare anche Elliot all'uscita che aveva in programma con un'amica. Carla non è per nulla contenta, così mente ad Elliot dicendole di avere un impegno e finge che la serata sia rimandata. La stessa sera però le due si incontrano in un locale ed Elliot rimane molto offesa.
Carla chiede poi scusa ad Elliot e le due si riappacificano, così come J.D. e Turk. Kelso invece fa ritirare tutti i manifesti pubblicitari per evitare la denuncia di Turk, dopo che l'avvocato Ted, consulente dell'ospedale, lo informa dei costi che dovrebbe sostenere l'ospedale se il medico intentasse una causa.

## Il mio giorno libero
- Titolo originale: My Day Off
- Diretto da: Elodie Keene
- Scritto da: Janae Bakken

### Trama
È la settimana del Giorno del ringraziamento e J.D. ha un forte dolore all'addome. Si trova quindi in ospedale, questa volta come paziente, dove gli viene prescritta un'appendicectomia. J.D. ha così l'occasione di vedere per un giorno cosa si prova a essere un paziente invece che un medico. Elliot lo visita e J.D. si lamenta delle sue maniere. Lei si offende e si fa dire la verità da tutti gli altri suoi pazienti che la ritengono brava, ma molto brusca. J.D. inoltre scopre che deve essere Turk ad operarlo, ma non vuole che sia lui.
Quella notte J.D. si sveglia di soprassalto con la febbre alta e così i medici decidono di operarlo subito. Il chirurgo di turno che effettua l'operazione è Turk. Al mattino dopo J.D. si sveglia e capisce di aver sbagliato quando pensava di non voler essere operato dall'amico. Elliot intanto ha imparato che deve essere più delicata e gentile con i pazienti.

## Il mio soprannome
- Titolo originale: My Nickname
- Diretto da: Matthew Diamond
- Scritto da: Bill Lawrence

### Trama
Kelso ha un'abitudine: ogni giorno alle 12.30 va a sedersi sulla panchina di fronte all'ospedale e si rilassa mentre mangia il suo pranzo. Questa routine che va avanti da anni viene interrotta da Turk che, casualmente, scopre che la panchina ha un effetto rilassante. Kelso cerca allora di intimidirlo per avere la panchina tutta per sé, ma senza riuscirci. J.D. intanto subisce una ramanzina dal dottor Cox. Carla allora lo difende e per questo il dottor Cox lo mette in ridicolo di fronte agli altri perché non sa difendersi da solo. Così quando Carla lo chiama Bambi, il solito soprannome che lei utilizza, J.D. si arrabbia con lei e le dice di non chiamarlo più con quel soprannome e di trattarlo come un dottore. Intanto l'Inserviente sta cercando di inventare un soprannome per far irritare J.D. e comincia a chiamarlo Golosino. Turk non demorde e riesce a far capire a Kelso che non mollerà facilmente. J.D., più tardi, va a scusarsi con Carla per quello che le ha detto, lei sembra capire e accettare le scuse, ma poi si capisce che non è così e che è invece profondamente offesa. J.D. pensa che alla fine il suo soprannome rimarrà per sempre Bambi, ma proprio in quel momento il dottor Cox arriva e lo saluta chiamandolo Golosino. Lì vicino J.D. vede l'Inserviente esultare per la vittoria ottenuta.

## Il mio Gesù personale
- Titolo originale: My Own Personal Jesus
- Diretto da: Jeffrey Melman
- Scritto da: Deb Fordham

### Trama
È arrivato il Natale e l'ospedale del Sacro Cuore è tutto addobbato a festa. Il dottor Cox affida a J.D. il compito di registrare su una videocassetta il parto di una coppia di suoi amici. J.D. lo riprende con una videocamera, per poi accorgersi di non aver registrato nulla. Cox, dapprima arrabbiato, accetta poi di mentire sul fatto della registrazione ai neo genitori. Elliot intanto ha in cura una giovane ragazza incinta che è però scappata dall'ospedale. Turk è l'unico ad essere speranzoso sul Natale, dato che è credente e ha sempre avuto una grande fede, che tuttavia viene ben presto fatta vacillare. In ospedale vede molta gente che soffre, così comincia a sentirsi scoraggiato e a dubitare della propria fede. Venuto al corrente della scomparsa della paziente di Elliot, Turk ha però un'illuminazione su dove possa essere fuggita, si dirige quindi sotto l'albero di Natale nel parco della città e riesce a trovarla. Anche J.D., Carla ed Elliot giungono lì assieme ai soccorsi e il bambino della ragazza nasce sul posto.

## Il mio appuntamento al buio
- Titolo originale: My Blind Date
- Diretto da: Marc Buckland
- Scritto da: Mark Stegemann

### Trama
Alex, un'assistente sociale, scivola sul pavimento bagnato dell'ospedale e batte la testa, viene quindi ricoverata per una commozione cerebrale e le viene fatta una TAC. Kelso affida a J.D. il compito di assisterla. Mentre la donna è all'interno della macchina, questa si guasta e lei non può più uscire finché non sarà riparata. J.D. inizia quindi a fare la sua conoscenza, senza poterla vedere. Elliot intanto è preoccupata e arrabbiata con il dottor Cox perché la prende sempre in giro e non le dà fiducia. Turk invece non parla con Carla. Turk ed Elliot vanno a chiedere aiuto a J.D. che dice al primo di andare a parlare con Carla e alla seconda di non aver paura di affrontare il dottor Cox. Turk e Carla parlano e si chiariscono. Elliot cerca assieme a Cox di rianimare un paziente in arresto cardiaco che però muore. Allora Cox, che nel frattempo ha cominciato a darle fiducia, le dice che non sempre si può vincere. Alla fine della giornata J.D. rientra nella stanza della TAC dove è rimasta Alex. Il macchinario è stato riparato, ma lui lo blocca e, prima di riuscire a vederla in volto, le chiede di uscire con lui a cena. Lei accetta.

## Il mio stare in equilibrio
- Titolo originale: My Balancing Act
- Diretto da: Michael Spiller
- Scritto da: Neil Goldman, Garrett Donovan

### Trama
Alex esce dalla TAC dov'era rimasta bloccata e vede J.D. per la prima volta. Lei non è affatto brutta come lui temeva e i due escono assieme a cena. Il dottor Kelso ordina al dottor Cox di fare il giro visite con gli specializzandi al posto suo. A differenza di Kelso lui non rimprovera gli specializzandi quando non riescono a rispondere alle domande e confida loro che Kelso non può punirli se sono impreparati. Intanto Turk e Carla, dopo essersi confidati il loro amore, hanno un rapporto, ma non riescono a concluderlo. J.D. ha un paziente con degli strani sintomi a cui non riesce associare nessuna malattia. Passa l'intera giornata a cercare sui libri e salta persino l'appuntamento con Alex per occuparsene, così lei lo lascia. Gli specializzandi invece ora non hanno più paura di Kelso, questo affida quindi i giri visite a Cox, che però fa in modo che le cose tornino presto alla normalità. Carla e Turk riescono poi a risolvere il loro problema, mentre J.D. riesce a riconquistare Alex.

## La mia "storia" di droga
- Titolo originale: My Drug Buddy
- Diretto da: Michael Spiller
- Scritto da: Matt Tarses

### Trama
All'ospedale viene ricoverato il signor Burns, un ex-tossicodipendente, e i medici decidono di non somministrargli farmaci che potrebbero farlo ricadere nella dipendenza. Nel frattempo Carla perde l'autobus e ottiene un passaggio verso l'ospedale dal dottor Kelso. L'infermiera, trascorrendo del tempo con lui, inizia a scoprire il suo lato più gentile. Intanto Turk, su ordine di Carla, cerca di socializzare con il dottor Cox e continua a incontrarlo al gabinetto. Poco dopo all'ospedale spariscono dei narcotici e tutti sospettano di Burns dati i suoi precedenti, eccetto Alex che lo difende dai sospetti di Elliot. Anche J.D. prende le sue difese, soprattutto per fare buona figura con Alex come suggerito da Turk, ma Elliot si offende con lui per avere preferito la sua nuova ragazza. Il giorno dopo Turk capisce che Cox è innamorato di Carla, ma decide di non dirle niente. Tornati a casa, J.D. sta per andare a letto con Alex, ma scopre nella sua borsa i narcotici rubati. I due ne parlano, ma da quel giorno non si sentiranno più. J.D. decide poi di scusarsi con Elliot e lei gli dichiara il suo amore.

## Le mie vanterie a letto e oltre
- Titolo originale: My Bed Banter & Beyond
- Diretto da: Lawrence Trilling
- Scritto da: Gabrielle Allan

### Trama
Elliot e J.D., dopo aver passato insieme la notte, sono imbarazzati ma poi passano insieme l'intera giornata a letto. I due decidono di non dire nulla circa la loro relazione ai colleghi, ma tutti se ne accorgono. Lo staff dell'ospedale parla con uno psicologo, e così si conoscono le ragioni di alcuni comportamenti dei protagonisti. Alla fine J.D. e Elliot capiscono di non essere adatti come coppia e si lasciano. Alla fine dell'episodio si vede un dialogo avvenuto dopo il loro primo giorno di coppia, in cui J.D. si dice sicuro del fatto che la loro relazione andrà bene.

## La mia pesante interferenza
- Titolo originale: My Heavy Meddle
- Diretto da: Will Mackenzie
- Scritto da: Mike Schwartz

### Trama
J.D. e Elliot, avendo appena rotto, non vogliono passare del tempo insieme, perciò Turk chiede a quest'ultima di aiutarlo in una ricerca. Elliot però si arrabbia quando le viene riferito da Todd che in realtà tutti i chirurghi hanno scelto un secchione di medicina che facesse i loro progetti. Nel frattempo il Dr. Cox sembra essere uscito fuori di testa: distrugge un laboratorio e nessuno sembra riuscire a compatirlo, tranne J.D. Una sera il Dottore lo prende alla sprovvista e lo porta con lui in un bar, ubriacandosi, fino alle 2 di notte. Il giorno dopo sembra però che egli faccia come se non fosse successo nulla, e J.D. lo rimprovera del fatto che lui non "gestisce i problemi come farebbe una persona normale". Ma il Dr. Cox lo fa riflettere sul fatto che lui riesce a esprimere le proprie emozioni, al contrario dell'assistente.
Nel frattempo Carla deve assistere un paziente in coma e cerca di rispettare le sue volontà: ascoltare una canzone dei Poison ogni giorno. Kelso, però, è contrario a ciò. Inoltre al suo diretto parente non interessa altro se non i soldi. Nonostante tutto, però, Carla si farà aiutare da Ted (che nel frattempo si infatua di lei per la gentilezza nei suoi confronti) per riuscire a compiere le sue volontà.
Alla fine, Turk confessa ad Elliot che le ha chiesto aiuto per la ricerca solamente per far migliorare i rapporti tra lei e il suo migliore amico. Alla fine i due si riappacificano, e il giorno dopo, insieme a Turk e Carla, buttano cose dal tetto, come Letterman.

## Il mio studente
- Titolo originale: My Student
- Diretto da: Matthew Diamond
- Scritto da: Janae Bakken, Debra Fordham, Mark Stegemann

### Trama
J.D., Turk ed Elliot arrivano al punto in cui anche loro saranno degli insegnanti per i nuovi arrivati. A J.D tocca Josh, un ragazzo strambo con cui non si trova a proprio agio; a Elliot un maschilista e arrogante ragazzo di nome Philipp il cui padre è il proprietario dell'ospedale, e a Turk Christine, una ragazza bella e dal carattere forte. Cox si infatua di Christine e Turk lo aiuta a conquistarla, ma lui le rivela che la usa solo per dimenticare Carla. Christine però accetta comunque di andare a letto con lui. J.D si sfoga con il suo studente, dicendogli che non è portato per fare il medico, ma vedendo che il giorno dopo se ne sta per andare, lo convince a restare e a continuare a credere di potercela fare. Kelso parla con Elliot per dirle che deve farsi rispettare da Philipp, nonostante il lavoro di suo padre.

## Il mio cuor di Tuscaloosa
- Titolo originale: My Tuscaloosa Heart
- Diretto da: Lawrence Trilling
- Scritto da: Debra Fordham, Mark Stegemann, Janae Bakken

### Trama
J.D. si deve occupare di un paziente scorbutico e senza rispetto per i medici; Cox inizia ad uscire con Christina, mentre Elliot insieme a Turk scopre da un paziente che Kelso componeva canzoni romantiche con la chitarra e la ragazza ne rimane colpita. Il paziente di J.D. muore per arresto respiratorio e Carla gli parla del fatto che aveva un cancro metastatico al colon. Cox rivela a Jordan, la sua ex moglie con cui va ancora a letto, che deve decidere tra due donne (Carla e Christina). Il giorno dopo J.D. deve partecipare a un'assemblea per spiegare le ragioni della morte del suo paziente, poiché si sospetta che sia dovuta a una sua negligenza. Cox vede in ospedale Christina e Jordan che parlano amichevolmente e lui non è d'accordo. Ma arriva Carla e così Christina scopre che era per aiutarla che le ha dato buca, lui cerca di difendersi ma rivela involontariamente di andare a letto con Jordan. Kelso sgrida Elliot per aver pensato che potesse essere un musicista, ma a fine puntata si vede lui che suona la chitarra. Cox continua ad andare a letto con Jordan.

## Il mio vecchio
- Titolo originale: My Old Man
- Diretto da: Adam Bernstein
- Scritto da: Matt Tarses

### Trama
Turk ed Elliot hanno finito la loro relazione sulle arteriopatie periferiche, e adesso devono solo esporla in pubblico, e sono molto turbati poiché dovranno arrivare i loro genitori. Ironicamente, quando J.D. telefona a suo padre e gli comunica che arriveranno i genitori dei suoi amici per assistere alla loro esposizione, decide anch'egli di andare a trovare suo figlio. Si viene a sapere che i genitori di J.D. si sono separati quando aveva 7 anni, e che con suo padre ha un rapporto "particolare", in quanto lui non è mai realmente comportato da genitore, ma più come un amico. Successivamente arrivano anche i genitori di Elliot e di Turk: il padre di Elliot è il primario di un ospedale, ed è per questo che quando il Dr. Kelso lo viene a sapere, si creeranno delle ostilità, che si ripercuoteranno su Elliot: e nonostante egli la punti come obiettivo per farla sbagliare su domande riguardanti il campo medico, lei risponde sempre correttamente, rendendo fiero suo padre. Successivamente Kelso le chiederà se è diventata medico per sua scelta o per volere dei suoi genitori, ma arriverà la conferma della prima ipotesi, quando un paziente le vomiterà addosso e, nonostante l'accaduto, lei continua ad avere sorriso. In seguito Kelso le confesserà di aver solo cercato di fare un dispetto a suo padre e converranno insieme di non sopportarlo minimamente.
Carla si rende conto che la madre di Turk è molto simile a lei, e pensa che piaccia a lui solamente per questo fatto. Ma accetterà comunque questo suo "difetto".
Il padre di J.D. dovrà partire poco tempo dopo essere arrivato per "aiutare un amico che si sta per trasferire". Per questo fatto J.D. si arrabbia e si sfoga con il Dr. Cox, che lo fa riflettere sul fatto che c'è gente nel mondo messa in rapporti molto peggiori con i propri genitori, e che lui invece si deve sentire fortunato. J.D. quindi al posto di pensare con la mente di un figlio, cerca di ragionare con la mente di un uomo, e si rende conto che suo padre è un cinquantenne solo ed in difficoltà, che non ha alcun amico di vecchia data da aiutare a trasferirsi ma un cliente a cui sperava di vendere qualcosa per tirare avanti, e che non aveva soldi nemmeno per un albergo, e per questo si era piazzato sul suo divano. In seguito JD saluterà amorevolmente il padre che si dirà felice di averlo visto.
Inoltre durante la puntata si vede anche il padre dell'inserviente, che tratta le persone esattamente come suo figlio.

## La mia strada o superstrada
- Titolo originale: My Way or the Highway
- Diretto da: Adam Bernstein
- Scritto da: Eric Weinberg

### Trama
Turk è molto competitivo e in ogni situazione si inventa una sfida con J.D. nella quale il chirurgo vince sempre. All'ospedale Turk convince (anche con l'aiuto dell'inserviente) un paziente di Dorian a sottoporsi ad un intervento chirurgico al posto di farsi curare con le cure prescritte dal medico. Questo gesto fa arrabbiare quest'ultimo che, questa volta, è veramente intenzionato a non farlo vincere. J.D. chiede aiuto a Cox, senza risultati. Inoltre Turk convince altri pazienti a sottoporsi a interventi chirurgici. Questo fa molto arrabbiare J.D. Alla fine l'amico ammette di essere competitivo, ma dice anche alle volte è positivo esserlo, perché bisogna credere in propri stessi. Turk e Dorian si rappacificano.
Nel frattempo Cox si arrabbia con Kelso perché ha licenziato due valide infermiere e, per questo motivo, quest'ultimo ne licenzia un'altra. Affinché facesse tornare l'ultima infermiera licenziata senza motivo, il Dr. Cox è costretto a chiedere scusa a Kelso davanti a molti assistenti. Successivamente Kelso si prenderà il merito di aver riassunto l'infermiera, ma nonostante ciò Cox è comunque felice di aver fatto la cosa giusta.
Elliot si innamora di un suo paziente, Sean, che non sembra però notarla molto. Carla vuole aiutarla, senza però riuscirci. Il giorno in cui viene dimesso, si veste bene per far colpo su di lui un'ultima volta, ma per sfortunati eventi è costretta a curare un paziente. Inoltre dopo la visita la imbratterà completamente, facendo brutta figura con Sean. La sera in cui esce dall'ospedale però riesce a conquistarlo, e le viene chiesto di uscire.

## La mia morsa sacrificale
- Titolo originale: My Sacrificial Clam
- Diretto da: Marc Buckland
- Scritto da: Janae Bakken, Mark Stegemann, Debra Fordham

### Trama
Durante un prelievo di sangue ad un paziente con Epatite B, per sbaglio la siringa vola e va a finire nel braccio di J.D. Quest'ultimo è spaventato, e quattro pazienti (che per professione sono medici) lo fanno spaventare ancora di più. Successivamente dovrà occuparsi di un paziente con Meningococco, ed è intimorito dal contagio. Ma successivamente affronterà questa paura.
Turk sembra aver messo su qualche chilo, e Dorian e Carla lo prendono un po' in giro per questo fatto. Allora lui decide di farsi aiutare dal Dr. Cox, che sembra essere sempre in forma. Turk si allenerà sempre con lui (seguito a ruota da Todd), ma Carla si sentirà trascurata. Turk capisce allora che Cox è sempre in forma poiché non ha nessuno con cui passare del tempo, e piuttosto che allenarsi per ritornare in forma, decide di trascorrere più tempo con la sua ragazza.
Elliot intanto esce con Sean, ed ogni giorno è molto stanca al lavoro, poiché esce fino a sera tarda ed ha rapporti sessuali. Qualche giorno dopo, di sera, mentre lui la aspetta all'uscita dell'ospedale, lei arriva, e per sbaglio gli accenna al fatto che non è pronta ad impegnarsi. Lei dovrà fare tardi in ospedale, ma lui cerca comunque di aspettarla. Quando esce alla fine del suo turno, egli se n'è andato. Finisce così la storia tra Elliot e Sean.

## Il mio avvenimento
- Titolo originale: My Occurence (part 1)
- Diretto da: Lawrence Trilling
- Scritto da: Bill Lawrence

### Trama
Dopo essersi bucato la mano con una sparachiodi arriva all'ospedale Ben, fratello di Jordan e grande amico di Perry. Intanto, mentre sia Elliot che Turk commettono degli errori dovuti a degli scambi fortuiti di cartelle, la mano di Ben non smette di sanguinare e degli esami consigliati da J.D. rivelano che la causa della continua emorragia è la leucemia.
- Altri interpreti: Brendan Fraser (Ben)

## Il mio eroe
- Titolo originale: My Hero (part 2)
- Diretto da: Michael Spiller
- Scritto da: Neil Goldman, Garrett Donovan

### Trama
Ben, fratello di Jordan, si sottopone alla chemioterapia per combattere la leucemia ma Cox non assiste alla prima seduta poiché ha paura per la sorte del suo amico. Fortunatamente il tumore di Ben regredisce ma J.D., che ha sempre visto Cox come un eroe, lo vede per la prima volta come una persona vera anche se per lui resterà sempre il "suo eroe".
- Altri interpreti: Brendan Fraser (Ben)

## Il mio ultimo giorno
- Titolo originale: My Last Day
- Diretto da: Michael Spiller
- Scritto da: Gabrielle Allan, Mike Schwartz

### Trama
Dopo aver passato un anno all'ospedale JD, Turk ed Elliot capiscono di non essere più emozionati dal loro lavoro e decidono quindi di curare un loro paziente in modo rischioso. Intanto, dopo che Cox l'aveva criticata per la sua prevedibilità, Jordan rivela a tutti i protagonisti dei segreti imbarazzanti che si tenevano nascosti l'un l'altro.